# Tuixnali
Tuixnali (en rus: Тушналы) és un poble de la República de Marí El, a Rússia, que en el cens del 2010 tenia 109 habitants. Pertany al districte rural de Kozmodemiansk.